# Llet de bruixa
La llet de bruixa, llet de bruixes o galactorrea del nadó és una secreció blanca amb aspecte de llet, temporal i benigna, dels mugrons d'un nounat com a resposta a l'increment d'estrògens de la mare. Aquesta secreció no és perillosa sinó normal, i tendeix a desaparèixer per si mateixa, sense necessitat de fer res, en l'espai de dues setmanes com a molt, a mesura que els nivells d'hormones femenines maternes al nen comencen a disminuir. No té res a veure doncs amb l'alimentació del nadó ni amb la lactància. La llet de bruixes del nadó comporta també un augment temporal dels seus pits, que també disminueix per si mateixa en pocs dies. No s'ha d'intentar extreure la llet ni estrènyer els pits, només serveix per a facilitar possibles infeccions. La llet de bruixes es produeix en un 5% dels naixements, nens o nenes, i no apareix mai en nadons prematurs.
Aquesta llet neonatal és molt similar a la llet materna. Conté quantitats importants de greix amb una àmplia gamma d'àcids grassos. Tot i que la concentració de greix total és menor, la quantitat relativa d'àcids grassos de cadena curta (els que procedeixen d'alimentació) de la llet de bruixes és major que en la llet materna. Se sap que la llet dels nadons desnodrits conté menys greix que la secreció dels nens sans.
El nom de llet de bruixa sembla que prové d'una idea medieval segons la qual aquesta secreció estava produïda pels esperits familiars, invocats per bruixes. Sembla que les àvies col·locaven al bressol nines de drap i palla per distraure l'atenció dels dimonis que poguessin rondar la criatura i evitar-los així aquestes temptacions.